# Esphalmenus inca
Esphalmenus inca – gatunek skorka z rodziny Pygidicranidae i podrodziny Esphalmeninae.
Gatunek ten opisany został przez Malcolma Burra w 1903 roku jako Gonolabis inca. W 1911 ten sam autor przeniósł go do rodzaju Esphalmenus. W 1984 Alan Brindle dokonał wyznaczenia lektotypu.
Skorek o ciele długości od 7,5 do 8 mm, ubarwionym ciemnobrązowo z brązowymi odnóżami i ciemnobrązowymi do czarniawych czułkami. Silnie poprzeczne przedplecze ma lekko wklęśniętą krawędź tylną. Punktowanie tergitów odwłoka jest słabe i rozproszone. Ostatni z tergitów pozbawiony jest guzków nad nasadami szczypiec. Tylny brzeg ostatniego sternitu odwłoka u samca jest wystający. Przysadki odwłokowe (szczypce) samca mają od 1 do 1,25 mm długości, łukowato zakrzywiony kształt i prostą budowę. U samicy przysadki odwłokowe są krótkie i szerokie, długości od 0,5 do 0,75 mm. Na szczypcach brak ząbków wewnętrznych jak i grzbietowych. Genitalia samca cechują równomiernie zakrzywione i odsiebnie zwężone paramery, pozbawione wyrostków zewnętrznych.
Owad neotropikalny, endemiczny dla Peru, gdzie jest jedynym przedstawicielem swojej podrodziny. Znany z wysokości 4000–4400 m n.p.m.